# Anastasia Potapova
Pour les articles homonymes, voir Potapova.
Anastasia Sergueïevna Potapova (en russe : Анастасия Сергеевна Потапова), née le 30 mars 2001 à Saratov, est une joueuse de tennis russe.

## Carrière

### Carrière junior
Anastasia Potapova se fait remarquer par son titre au tournoi des Petits As en 2015, en battant en finale la Serbe Olga Danilović (6-4, 6-4). Elle remporte en 2016 le tournoi junior de Wimbledon en battant en finale l'Ukrainienne Dayana Yastremska (6-4, 6-3). Âgée alors de 15 ans et trois mois, elle remporte le 6e tournoi de sa carrière et son premier Grand Chelem après avoir échoué en demi-finale à Roland-Garros 2016. Fin 2016, elle est nommée championne du monde junior par l'ITF.

### Carrière professionnelle

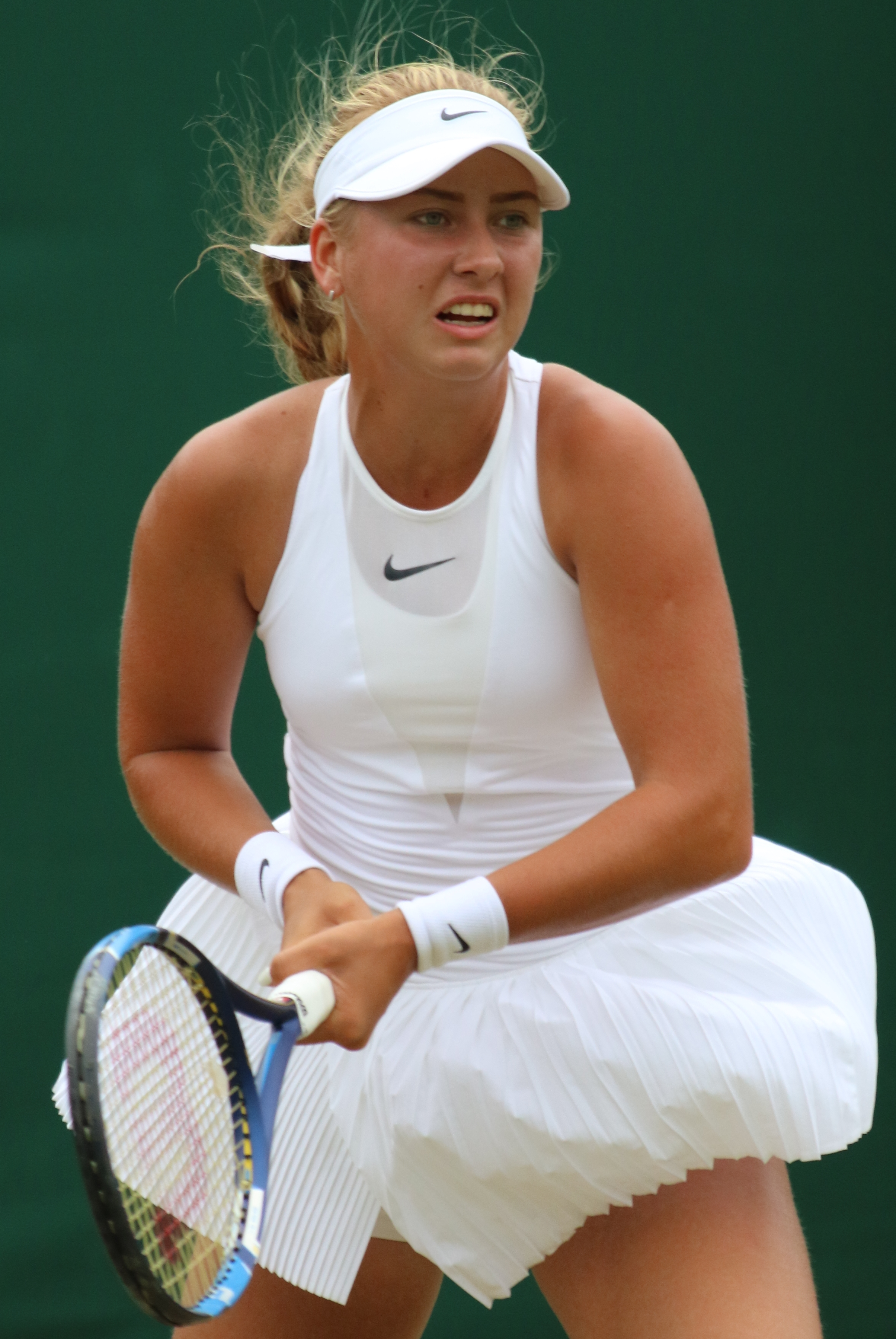
Anastasia Potapova à Wimbledon en 2017.

Elle remporte en 2022 son 1er titre sur le circuit WTA lors du tournoi d'Istanbul en sortant des qualifications. Elle bat en finale la Russe Veronika Kudermetova.
Mi-février 2023, elle atteint sa première finale de l'année à Linz en battant Lucia Bronzetti (2-6, 6-3, 6-4), les Allemandes Jule Niemeier (7-5, 3-6, 6-3) et Anna-Lena Friedsam (2-6, 6-4, 6-1) et la Tchèque Markéta Vondroušová (6-1, 6-7, 6-3). Elle remporte son premier titre sur dur, le deuxième de sa carrière contre la Croate Petra Martić (6-3, 6-1) au terme d'une finale maîtrisée. En mars, elle réalise un belle tournée américaine de Printemps en parvenant en huitièmes de finale à Indian Wells puis en quarts de finale à Miami. Elle échoue à chaque fois face à l'Américaine Jessica Pegula.
Surfant sur sa bonne forme, elle élimine lors de Stuttgart (tournoi sur terre battue) la Croate qualifiée Petra Martić (6-3, 3-6, 7-6), l'Américaine Coco Gauff, finaliste à Roland Garros l'année passée (2-6, 3-6) et la Française numéro cinq mondiale Caroline Garcia (4-6, 6-3, 6-3) pour jouer les demi-finales. Elle s'y incline, battue par la numéro deux Aryna Sabalenka, vainqueure de l'Open d'Australie quelques mois plus tôt (1-6, 2-6).

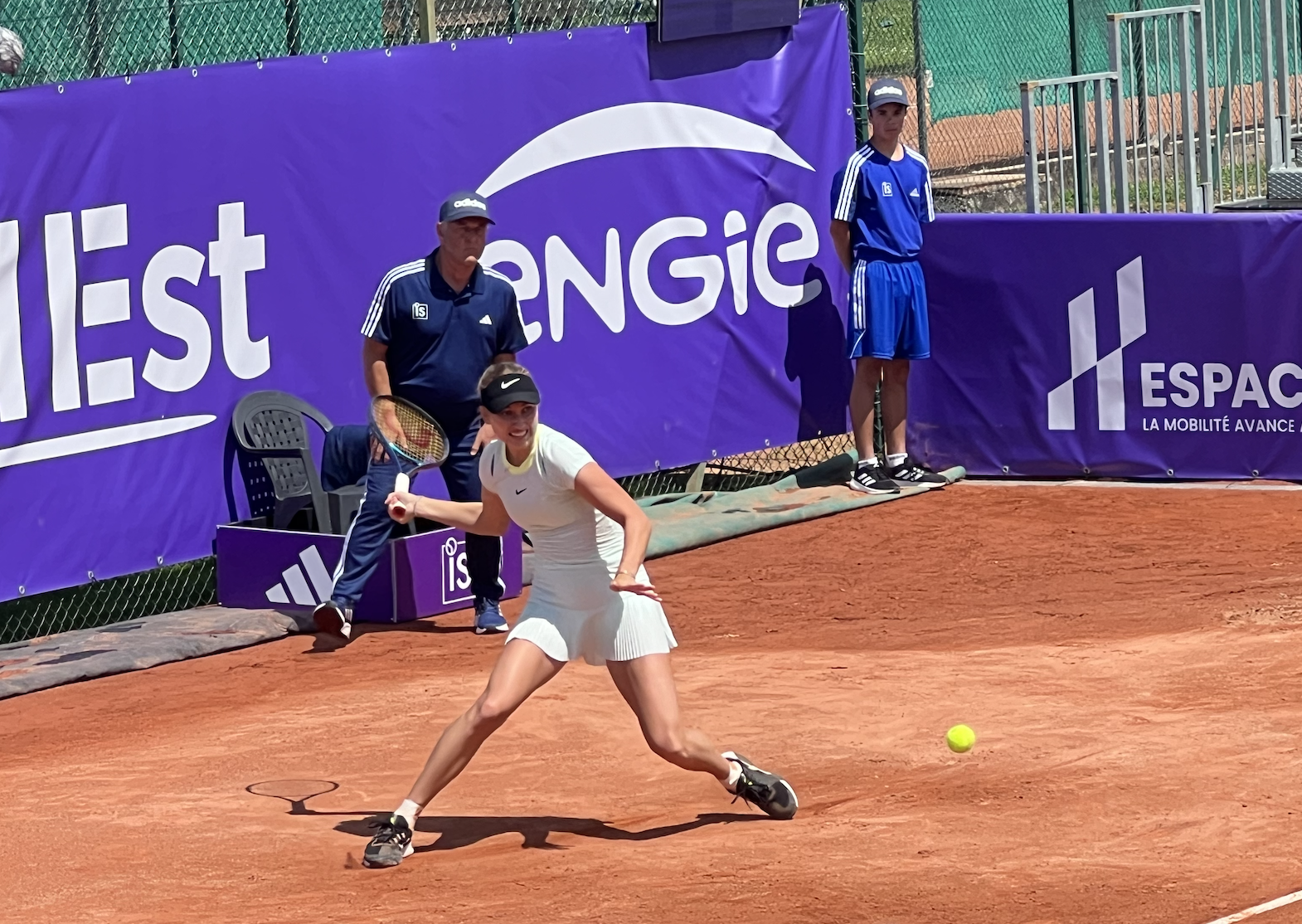
Potapova dans ses oeuvres aux Internationaux de Strasbourg 2024.

Mi-mars 2024, elle atteint pour la troisième fois de sa carrière les quarts de finale dans un tournoi WTA 1000 à Indian Wells après avoir éliminé la Tchèque Marie Bouzková (7-5, 6-1), écrasé la repêchée Nadia Podoroska (6-1, 6-1) et battu l'Italienne Jasmine Paolini après avoir connue un trou d'air (7-5, 0-6, 6-3), récente vainqueur surprise du WTA 1000 de Dubaï. Néanmoins, elle ne parvient pas à dépasser ce stade, sortie par l'Ukrainienne Marta Kostyuk, quart de finaliste récente à l'Open d'Australie (0-6, 5-7).
Elle efface facilement une compatriote à Roland Garros, Kamilla Rakhimova (6-2, 6-3) et une Suissesse, Viktorija Golubic (6-2, 6-2) puis plus difficilement la Chinoise Wang Xinyu (7-5, 6-7, 6-4) pour jouer son premier huitième de finale en Grand Chelem de sa carrière. Elle essuie néanmoins deux roues de bicyclette contre la championne Iga Świątek, vainqueur de trois des quatre derniers Majeurs parisiens et numéro une mondiale (0-6, 0-6) en ne gagnant que neuf points durant le match.
Elle assume son statut de tête de série numéro une à Cluj en se débarrassant début février de l'Autrichienne Julia Grabher (6-4, 6-0), de la Suissesse Viktorija Golubic (6-4, 7-5), de l'Allemande Ella Seidel (6-2, 6-3), issue des qualifications et de la repêchée Aliaksandra Sasnovich (6-3, 7-5) sans perdre une seule manche. Confronté à l'Italienne Lucia Bronzetti, elle renverse la situation (4-6, 6-1, 6-2) pour gagner son troisième titre en carrière, le premier depuis deux ans.

## Vie privée
Elle se marie le 1er décembre 2023 avec le  tennisman Alexander Shevchenko avant de divorcer en novembre 2024.            Depuis le début 2025, elle serait en couple avec le tennisman Néerlandais Tallon Griekspoor. Bien qu’aucune officialisation n’ai eu lieu, la présence de l’un dans la boxe de l’autre durant leurs matchs respectifs laissent à penser à une possible union.

## Palmarès

### Titres en simple dames
| No | Date       | Nom et lieu du tournoi          | Catégorie | Dotation  | Surface      | Finaliste            | Score         |          |
| -- | ---------- | ------------------------------- | --------- | --------- | ------------ | -------------------- | ------------- | -------- |
| 1  | 18-04-2022 | Istanbul Championship, Istanbul | WTA 250   | 239 477 $ | Terre (ext.) | Veronika Kudermetova | 6-3, 6-1      | Parcours |
| 2  | 06-02-2023 | Upper Austria Ladies Linz, Linz | WTA 250   | 259 303 $ | Dur (int.)   | Petra Martić         | 6-3, 6-1      | Parcours |
| 3  | 03-02-2025 | Transylvania Open, Cluj-Napoca  | WTA 250   | 275 094 $ | Dur (int.)   | Lucia Bronzetti      | 4-6, 6-1, 6-2 | Parcours |

### Finales en simple dames
| No | Date       | Nom et lieu du tournoi             | Catégorie | Dotation  | Surface      | Vainqueure          | Score          |          |
| -- | ---------- | ---------------------------------- | --------- | --------- | ------------ | ------------------- | -------------- | -------- |
| 1  | 23-07-2018 | Moscow River Cup, Moscou           | Intern'l  | 650 000 $ | Terre (ext.) | Olga Danilović      | 7-5, 6-71, 6-4 | Parcours |
| 2  | 24-09-2018 | Tashkent Open, Tachkent            | Intern'l  | 250 000 $ | Dur (ext.)   | Margarita Gasparyan | 6-2, 6-1       | Parcours |
| 3  | 25-07-2022 | Livesport Prague Open 2022, Prague | WTA 250   | 251 750 $ | Dur (ext.)   | Marie Bouzková      | 6-0, 6-3       | Parcours |

### Titres en double dames
| No | Date       | Nom et lieu du tournoi            | Catégorie | Dotation  | Surface      | Partenaire     | Finalistes                           | Score    |          |
| -- | ---------- | --------------------------------- | --------- | --------- | ------------ | -------------- | ------------------------------------ | -------- | -------- |
| 1  | 23-07-2018 | Moscow River Cup Moscou           | Intern'l  | 650 000 $ | Terre (ext.) | Vera Zvonareva | Alexandra Panova Galina Voskoboeva   | 6-0, 6-3 | Parcours |
| 2  | 15-07-2019 | Ladies Championships Lausanne     | Intern'l  | 226 750 $ | Terre (ext.) | Yana Sizikova  | Monique Adamczak Han Xinyun          | 6-2, 6-4 | Parcours |
| 3  | 25-07-2022 | Livesport Prague Open 2022 Prague | WTA 250   | 251 750 $ | Dur (ext.)   | Yana Sizikova  | Angelina Gabueva Anastasia Zakharova | 6-3, 6-4 | Parcours |

### Finale en double dames
| No | Date       | Nom et lieu du tournoi          | Catégorie | Dotation  | Surface    | Vainqueures                    | Partenaire    | Score            |          |
| -- | ---------- | ------------------------------- | --------- | --------- | ---------- | ------------------------------ | ------------- | ---------------- | -------- |
| 1  | 13-02-2021 | Phillip Island Trophy Melbourne | WTA 250   | 235 238 $ | Dur (ext.) | Ankita Raina Kamilla Rakhimova | Anna Blinkova | 2-6, 6-4, [10-7] | Parcours |

## Parcours en Grand Chelem

### En simple dames
| Année | Open d'Australie | Open d'Australie    | Internationaux de France | Internationaux de France | Wimbledon       | Wimbledon      | US Open         | US Open          |
| ----- | ---------------- | ------------------- | ------------------------ | ------------------------ | --------------- | -------------- | --------------- | ---------------- |
| 2017  | —                | —                   | —                        | —                        | 1er tour (1/64) | Tatjana Maria  | —               | —                |
| 2018  | —                | —                   | —                        | —                        | —               | —              | Q3              | Julia Glushko    |
| 2019  | 2e tour (1/32)   | Madison Keys        | 2e tour (1/32)           | Markéta Vondroušová      | 2e tour (1/32)  | Petra Martić   | 1er tour (1/64) | Coco Gauff       |
| 2020  | 1er tour (1/64)  | Serena Williams     | —                        | —                        | Annulé          | Annulé         | —               | —                |
| 2021  | 3e tour (1/16)   | Serena Williams     | 1er tour (1/64)          | Leylah Fernandez         | 1er tour (1/64) | Donna Vekić    | 1er tour (1/64) | Jessica Pegula   |
| 2022  | 1er tour (1/64)  | Camila Giorgi       | Q2                       | Anastasia Kulikova       | —               | —              | 2e tour (1/32)  | Zheng Qinwen     |
| 2023  | 2e tour (1/32)   | Nuria Párrizas Díaz | 3e tour (1/16)           | A. Pavlyuchenkova        | 3e tour (1/16)  | Mirra Andreeva | 1er tour (1/64) | Clara Tauson     |
| 2024  | 1er tour (1/64)  | Kaja Juvan          | 1/8 de finale            | Iga Świątek              | 1er tour (1/64) | Bernarda Pera  | 3e tour (1/16)  | Karolína Muchová |
| 2025  | 2e tour (1/32)   | A. Pavlyuchenkova   | 2e tour (1/32)           | Yulia Starodubtseva      |                 |                |                 |                  |

N.B. : à droite du résultat se trouve le nom de l'ultime adversaire.

### En double dames
| Année | Open d'Australie                                                                              | Open d'Australie                                                                       | Internationaux de France                                                               | Internationaux de France                                                           | Wimbledon                                                                            | Wimbledon                                                                            | US Open | US Open |
| ----- | --------------------------------------------------------------------------------------------- | -------------------------------------------------------------------------------------- | -------------------------------------------------------------------------------------- | ---------------------------------------------------------------------------------- | ------------------------------------------------------------------------------------ | ------------------------------------------------------------------------------------ | ------- | ------- |
| 2019  | —                                                                                             | —                                                                                      | —                                                                                      | —                                                                                  | 1er tour (1/32) D. Yastremska \|\| style="text-align:left;" \| J. Brady A. Riske     | 1er tour (1/32) K. Kozlova \|\| style="text-align:left;" \| L. Kichenok J. Ostapenko |         |         |
|       |                                                                                               |                                                                                        |                                                                                        |                                                                                    |                                                                                      |                                                                                      |         |         |
| 2021  | —                                                                                             | —                                                                                      | 2e tour (1/16) A. Anisimova \|\| style="text-align:left;" \| Hsieh S-w. E. Mertens     | 1er tour (1/32) L. Fernandez \|\| style="text-align:left;" \| N. Kichenok R. Olaru | —                                                                                    | —                                                                                    |         |         |
| 2022  | 1/4 de finale R. Peterson \|\| style="text-align:left;" \| A. Danilina B. Haddad Maia         | 2e tour (1/16) K. Kučová \|\| style="text-align:left;" \| A. Muhammad E. Shibahara     | —                                                                                      | —                                                                                  | 2e tour (1/16) R. Peterson \|\| style="text-align:left;" \| Xu Y. Yang X.            |                                                                                      |         |         |
| 2023  | 2e tour (1/16) Y. Sizikova \|\| style="text-align:left;" \| C. Dolehide A. Kalinskaya         | 1er tour (1/32) E. Alexandrova \|\| style="text-align:left;" \| S. Aoyama E. Shibahara | —                                                                                      | —                                                                                  | 2e tour (1/16) B. Mattek-Sands \|\| style="text-align:left;" \| Hsieh S.-w. Wang Xn. |                                                                                      |         |         |
| 2024  | 1er tour (1/32) Y. Sizikova \|\| style="text-align:left;" \| V. Kudermetova A. Pavlyuchenkova | 2e tour (1/16) Y. Sizikova \|\| style="text-align:left;" \| C. Dolehide D. Krawczyk    | 1er tour (1/32) M. Andreeva \|\| style="text-align:left;" \| G. Dabrowski E. Routliffe | 1er tour (1/32) Y. Sizikova \|\| style="text-align:left;" \| M. Linette P. Stearns |                                                                                      |                                                                                      |         |         |
| 2025  | 1er tour (1/32) O. Danilović \|\| style="text-align:left;" \| Chan H.-c. L. Kichenok          | 1/4 de finale O. Danilović \|\| style="text-align:left;" \| M. Andreeva D. Shnaider    |                                                                                        |                                                                                    |                                                                                      |                                                                                      |         |         |

N.B. : le nom de la partenaire se trouve sous le résultat ; les noms des ultimes adversaires se trouvent à droite.

## Parcours en «Premier» et WTA 1000
Les tournois WTA « Premier Mandatory » et « Premier 5 » (entre 2009 et 2020) et WTA 1000 (à partir de 2021) constituent les catégories d'épreuves les plus prestigieuses, après les quatre levées du Grand Chelem. 

De 2009 à 2023, les tournois Premier Mandatory (dits tournois WTA 1000 obligatoires entre 2021 et 2023) regroupent Indian Wells, Miami, Madrid et Pékin, les autres constituant les tournois Premier 5 (tournois WTA 1000 non-obligatoires). À partir de 2024, le nombre de tournois WTA 1000 passe à 10 par saison (fin de l’alternance Doha / Dubaï), ces derniers devenant tous obligatoires et offrant tous 1000 points à la vainqueure (contre 900 points précédemment pour les tournois Premier 5).

### En simple dames
| Année |       |                             |                              |                          |                                |                               |                               |                            |                               |                             |  |                                |
| Doha  | Dubaï | Indian Wells                | Miami                        | Madrid                   | Rome                           | Canada                        | Cincinnati                    | Pékin                      |                               | Wuhan                       |  |                                |
| Doha  | Dubaï | Indian Wells                | Miami                        | Madrid                   | Rome                           | Canada                        | Cincinnati                    | Pékin                      | Guadalajara                   |                             |  |                                |
| Doha  | Dubaï | Indian Wells                | Miami                        | Madrid                   | Rome                           | Canada                        | Cincinnati                    | Pékin                      |                               |                             |  |                                |
| 2019  |       | WTA 500                     |                              |                          |                                |                               |                               | 1er tour (1/32) B. Bencic  |                               |                             |  |                                |
|       |       |                             |                              |                          |                                |                               |                               |                            |                               |                             |  |                                |
| 2021  |       | WTA 500                     | 1/4 de finale B. Krejčíková  |                          | 1er tour (1/64) A. Tomljanović |                               |                               |                            |                               | Annulé                      |  | Annulé                         |
| 2022  |       |                             | WTA 500                      | 1er tour (1/64) M. Doi   |                                | 1er tour (1/32) N. Osaka      |                               |                            | 1er tour (1/32) S. Halep      | Hors calendrier             |  | 1er tour (1/32) E. Cocciaretto |
| 2023  |       | WTA 500                     |                              | 3e tour (1/16) J. Pegula | 1/4 de finale J. Pegula        | 3e tour (1/16) V. Kudermetova | 3e tour (1/16) V. Kudermetova | 1er tour (1/32) K. Muchová | 2e tour (1/16) M. Vondroušová | 1er tour (1/32) V. Gracheva |  | 1er tour (1/32) E. Arango      |
| 2024  |       | 2e tour (1/16) Ka. Plíšková | 3e tour (1/8) Zheng Q.       | 1/4 de finale M. Kostyuk | 2e tour (1/32) D. Collins      | 2e tour (1/32) L. Fernandez   | 2e tour (1/32) J. Ostapenko   | 1er tour (1/32) M. Fręch   | 2e tour (1/16) J. Paolini     | 2e tour (1/32) G. Minnen    |  | 2e tour (1/16) J. Pegula       |
| 2025  |       |                             | 2e tour (1/16) D. Yastremska | 2e tour (1/32) M. Keys   | 1er tour (1/64) K. Birrell     | 4e tour (1/8) M. Kostyuk      | 2e tour (1/32) A. Sabalenka   | 1er tour (1/64) A. Ružić   | 2e tour (1/32) I. Świątek     |                             |  |                                |

Sous le résultat, l’ultime adversaire.
1. 1 2   Les tournois de Doha et Dubaï alternent le statut de tournoi WTA 1000 (ex Premier 5) entre 2009 et 2023 : les trois premières éditions ont lieu à Dubaï, les trois suivantes à Doha, puis Dubaï accueille le tournoi de cette catégorie les années impaires et Dubaï les années paires. De 2011 à 2023, la ville qui n’accueille pas de WTA 1000 organise à la place un tournoi WTA 500 (ex Premier).
2. 1 2 3 4 5 6 7   L’ordre de déroulement des tournois a évolué depuis 2009 : Rome se dispute avant Madrid et Cincinnati avant Montréal/Toronto jusqu’en 2010, tandis que Tokyo (2009-2013)-Wuhan (2014-2019, 2024-)-Guadalajara (2022-2023) ont lieu avant Pékin jusqu’en 2023.
3. 1 2  Du fait de la pandémie de Covid-19, les tournois d’Indian Wells, de Miami, de Madrid, du Canada, de Wuhan et de Pékin sont annulés en 2020. Ces deux derniers le sont également en 2021. Pour des raisons d’organisation, le tournoi de Cincinnati 2020 a exceptionnellement lieu à Flushing Meadows à New York.
4. ↑  Le 1er décembre 2021, le président de la WTA, Steve Simon, annonce que tous les tournois prévus en Chine et à Hong Kong sont suspendus à partir de 2022, en raison de préoccupations concernant la sécurité et le bien-être de la joueuse de tennis chinoise Peng Shuai après ses allégations de relations sexuelles non-consenties avec Zhang Gaoli, membre de haut rang du Parti communiste chinois. Le tournoi de Pékin revient en 2023. Le tournoi de Guadalajara remplace celui de Wuhan pendant deux ans, ce dernier réapparaissant en 2024.

## Parcours en Fed Cup
| #                                                                | Date       | Lieu       | Surface    | Gagnante(s)      | Perdante(s)        | Score         |          |
| ---------------------------------------------------------------- | ---------- | ---------- | ---------- | ---------------- | ------------------ | ------------- | -------- |
|                                                                  |            |            |            |                  |                    |               |          |
| 2018 - 1er tour (groupe mondial II) - Slovaquie - Russie : 4 : 1 |            |            |            |                  |                    |               |          |
| 1                                                                | 10/02/2018 | Bratislava | Dur (int.) | Viktória Kužmová | Anastasia Potapova | 3-6, 6-3, 6-4 | Parcours |

## Classements WTA en fin de saison
| Année          | 2017 | 2018 | 2019 | 2020 | 2021 | 2022 | 2023 | 2024 |
| Rang en simple | 237  | 94   | 93   | 100  | 69   | 43   | 28   | 35   |
| Rang en double | 253  | 120  | 107  | 131  | 86   | 41   | 133  | 82   |

Source : (en) Classements de Anastasia Potapova sur le site officiel de la Fédération internationale de tennis

## Records et statistiques

### Victoires sur le top 10
Toutes ses victoires sur des joueuses classées dans le top 10 de la WTA lors de la rencontre.
| Légende      |
| ------------ |
| Grand Chelem |
| WTA 1000     |
| WTA 500      |
| WTA 250      |
| Fed Cup      |

| # | Rang  |  | Tournoi       | Année | Surface      |                 | Adversaire       | Rang | Tour          | Score          | Tableau |
| - | ----- |  | ------------- | ----- | ------------ | --------------- | ---------------- | ---- | ------------- | -------------- | ------- |
| 1 | no 81 |  | Roland-Garros | 2019  | Terre battue |                 | Angelique Kerber | no 5 | 1/64          | 6-4, 6-2       | Tableau |
| 2 | no 59 |  | Prague        | 2022  | Dur          |                 | Anett Kontaveit  | no 2 | 1/4           | 6-1, 6-1       | Tableau |
| 3 | no 26 |  | Miami         | 2023  | Dur          |                 | Coco Gauff       | no 6 | 1/16          | 68-7, 7-5, 6-2 | Tableau |
| 4 | no 24 |  | Stuttgart     | 2023  | Terre battue |                 | Coco Gauff       | no 6 | 1/8           | 6-2, 6-3       | Tableau |
| 5 | no 24 |  | Stuttgart     | 2023  | Terre battue | Caroline Garcia | no 5             | 1/4  | 4-6, 6-3, 6-3 |                | Tableau |
| 6 | no 27 |  | San Diego     | 2023  | Dur          |                 | Ons Jabeur       | no 7 | 1/16          | 6-4, 7-64      | Tableau |
| 7 | no 39 |  | Madrid        | 2025  | Terre battue |                 | Zheng Qinwen     | no 8 | 1/32          | 6-4, 6-4       | Tableau |